# Rejilla de apertura
La rejilla de apertura forma parte del tubo de rayos catódicos (CRT) trinitron, tecnología patentada en 1960 por Sony cuya patente expiró en 1996, por lo que se puede ver hoy en tubos de otros fabricantes bajo otros nombres.
La rejilla de apertura en este caso sustituye a la convencional máscara de sombra empleada en los tubos de rayos catódicos, una placa metálica con agujeros situada entre el cañón de electrones y el fósforo que recubre la pantalla, gracias a la cual los electrones convergen justamente en el píxel correspondiente, ideal para una imagen precisa y clara. La máscara de sombra sacrifica mucho el brillo de la imagen final proporcionada por el tubo, debido a este problema el físico Ernest Lawrence, decidió sustituir esta máscara por un montón de hilos verticales que cubriesen toda la pantalla, y entre los huecos que estos hilos verticales entrasen los haces de electrones. De esta forma se evita la gran pérdida de luminosidad ocasionada por la máscara, mayores resoluciones y colores mucho más vivos. Las pantallas con rejilla de apertura son verticalmente planas frente a las de máscara que son esféricas.
Esta tecnología tiene un inconveniente que se hace visible sobre todo en pantallas de ordenador cuando se muestran en blanco, y es un pequeño hilo horizontal que cruza la pantalla y que sirve para evitar que los hilos verticales puedan moverse.
- Datos: Q1756859